# Col·legi Claver
El Col·legi Claver de Raimat és un centre educatiu fundat per la Companyia de Jesús l'any 1970. Actualment imparteix els ensenyaments d'educació infantil, primària, ESO i batxillerat. L'etapa obligatòria està concertada. Disposa d'una església construïda l'any 1961 i rehabilitada el 2022.